# Ji Xinpeng
Ji Xinpeng (chin. upr. 吉新鹏, chin. trad. 吉新鵬, pinyin Jí Xīnpéng; ur. 30 grudnia 1977 w Xiamen) – chiński badmintonista, mistrz olimpijski.
Jeden raz występował w igrzyskach olimpijskich. W 2000 roku, w Sydney zdobył złoty medal, pokonując w finale Indonezyjczyka Hendrawana.